# 이젠 괜찮아
"이젠 괜찮아"(Their Familiar Date)는 한국에서 제작된 박정은 감독의 2007년 드라마, 멜로/로맨스 영화이다. 권귀빈 등이 주연으로 출연하였다.

## 출연

### 주연
- 권귀빈
- 이찬우
- 김윤주
- 서제광

## 기타
- 프로듀서: 이종우
- 촬영부: 주범규
- 조명: 김경완
- 조명부: 주범규
- 조연출: 최재원
- 녹음: 홍진혁
- 믹싱: 백여진